# شركة إلاك

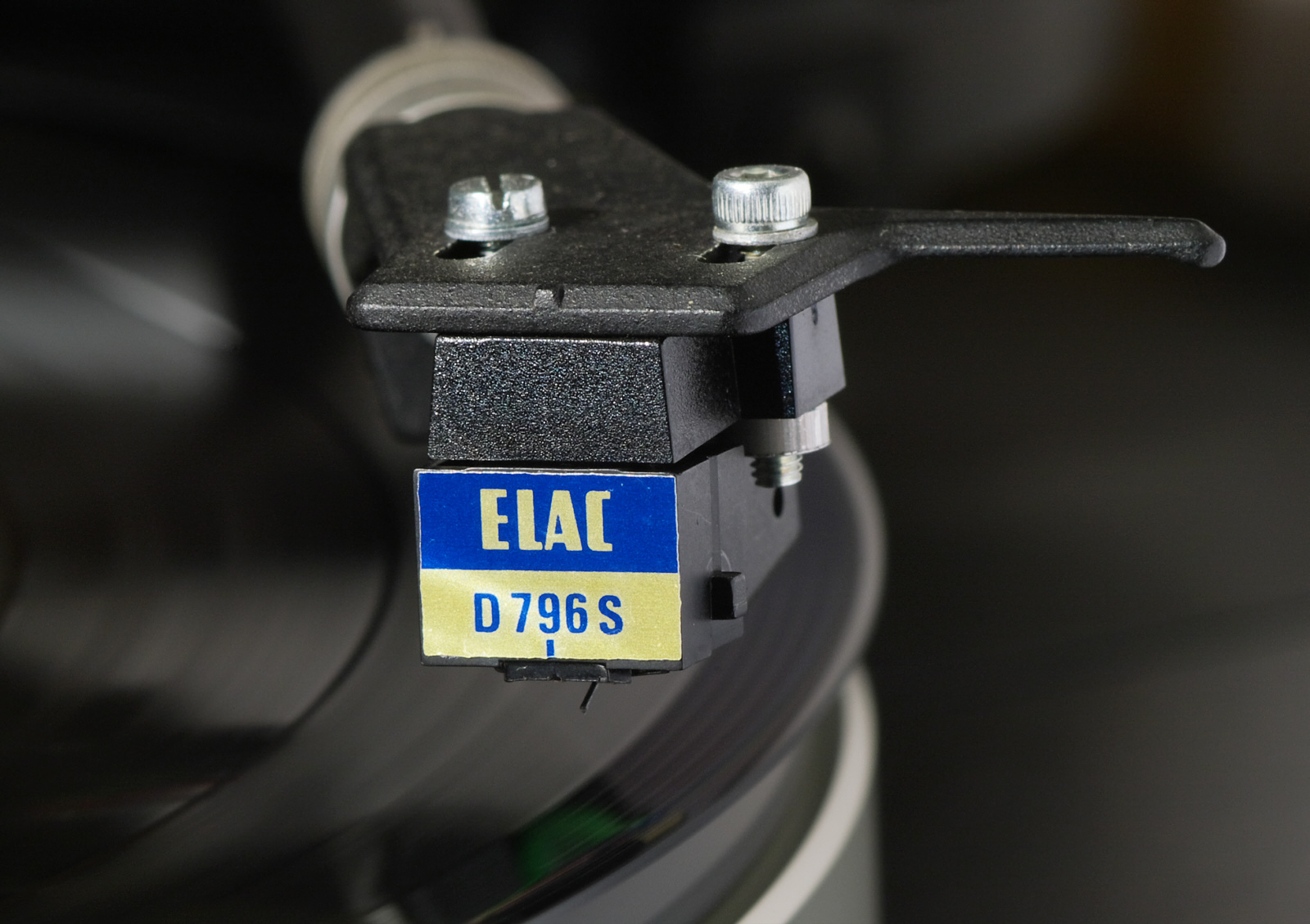
خرطوشة إلاك ام ام

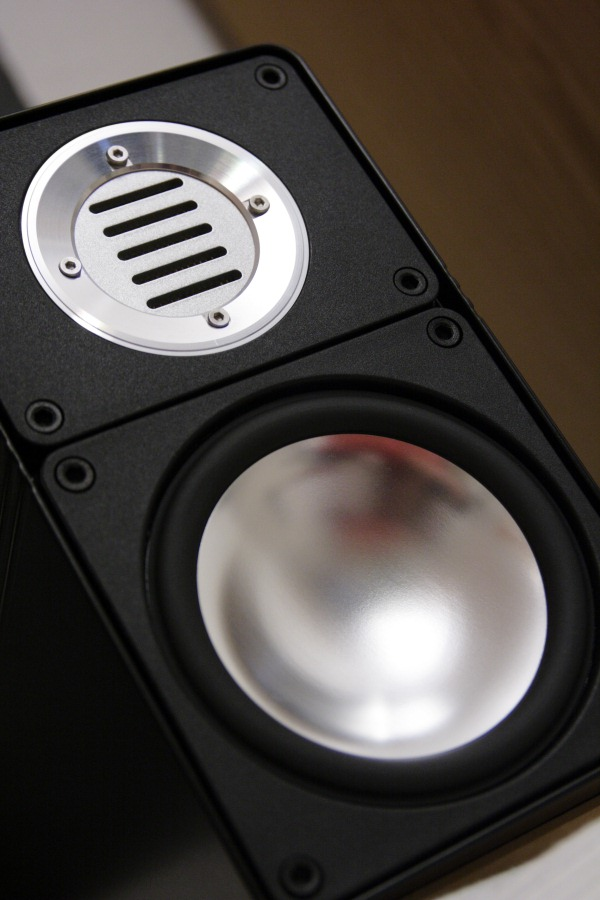
إلاك 310 مع مكبر الصوت جيت

إلاك هي شركة تصنيع مكبرات صوت ألمانية. تأسست في عام 1926 باسم «إلكتروأكوستك GmbH».
خلال الحرب العالمية الثانية، وبنيت إلكتروأكوستك أجهزة ل كريغسمرين والتطبيقات البحرية الأخرى، وصلت الشركة ذروة 5000 موظف.
بعد الحرب، تحولت الشركة إلى إنتاج السلع الاستهلاكية بشكل أساسي، وبناء آلات الخياطة في البداية ثم الانتقال لاحقًا إلى الإلكترونيات الاستهلاكية، على الرغم من أنها حافظت على تقسيمها البحري.    كما قامت بتوزيع البضائع من شركات أجنبية مثل سوني وفيشر للإلكترونيات وناكاميشي داخل ألمانيا.
في عام 1978، قدمت الشركة طلبًا للإفلاس وتم بيع القسم البحري للشركة الأمريكية هانيويل وتمت إعادة تسميته إلى «هانيويل-إلاك». سيتم بيع الجانب البحري من العمل مرة أخرى إلى إل3 تكنولوجيز في عام 1998، ووارتسيلا في عام 2015، وكوهورت في عام 2019.  
في عام 2016 استحوذت إلاك على شركة الصوت الأمريكية أوديو ألكيمي